# Jöns Persson (1822–1908)
Jöns Persson, född 10 mars 1822 i Hallaryds församling, Kronobergs län, död där 28 december 1908, var en svensk hemmansägare och riksdagspolitiker.
Jöns Persson var son till Pär Pålsson och hans hustru Bengta Björnsdotter. Han vigdes 1845 med Bengta Pärsdotter (1825–1889) i Hallaryd. De fick 10 barn tillsammans. Jöns och hans hustru ligger begravda på Hallaryds kyrkogård.
Persson innehade hemmanet Grysshult i Hallaryd, som var hans barndomshem. Han var även politiker och ledamot av riksdagens andra kammare under åren 1878–1882. Han motionerade bland annat om lån eller anslag till torrläggning av sanka marker.